# Just Say No

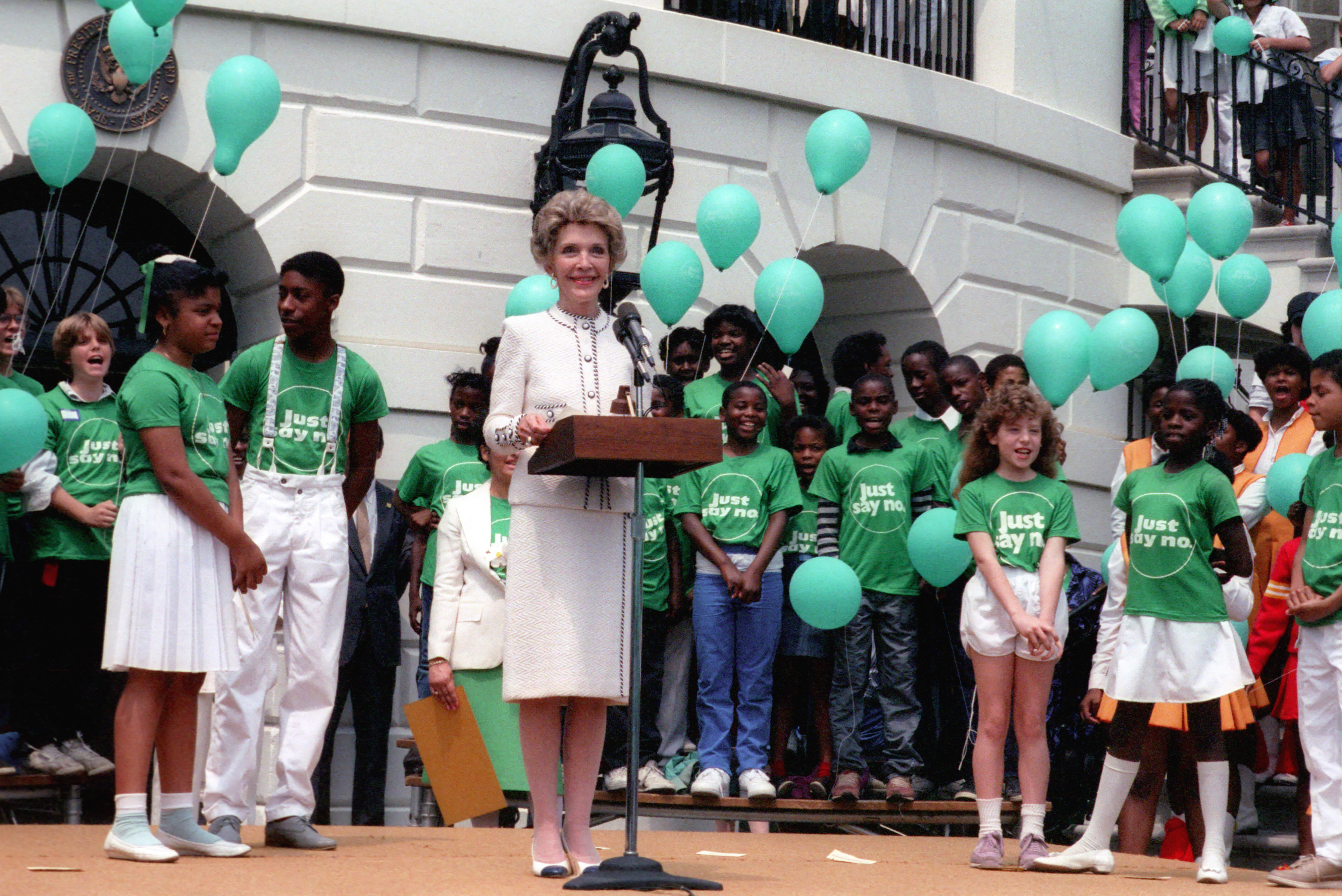
Nancy Reagan en un acto de la campaña en la Casa Blanca, en mayo de 1986

Just Say No (en español: «simplemente di que no» o «solo di no») fue una campaña publicitaria del gobierno de Estados Unidos, que formó parte de la llamada «Guerra contra las drogas», desarrollada entre la década de 1980 y principios de los noventa y que tenía por objetivo desalentar el consumo ilegal de drogas recreativas en jóvenes, ofreciendo distintas formas de «decir no». La consigna y campaña a la que dio nombre fue creada y gestionada por la entonces primera dama del país, Nancy Reagan, durante la presidencia de su marido, Ronald Reagan.

## Historia
Los esfuerzos de Nancy Reagan ayudaron a concienciar a la población sobre los peligros del uso de drogas y de hecho el consumo de drogas recreativas ilegales disminuyó significativamente durante la presidencia de Reagan, sin embargo no se pudo establecer una relación directa entre esta reducción del consumo y la campaña Just Say No de Nancy Reagan. Según una investigación realizada por el Instituto de Investigaciones Sociales de la Universidad de Míchigan, en los años ochenta disminuyó el consumo de drogas en jóvenes. Más concretamente, las personas menores de 18 años que consumían cannabis disminuyó de un 50,1% en 1978 a un 36% en 1987 y a solo un 12% en 1991. El porcentaje de estudiantes consumidores de otras drogas disminuyó de forma similar: el uso de drogas psicodélicas disminuyó del 11% al 6%, el de cocaína del 12 al 10% y el de heroína del 1 al 0,5%.
La campaña tampoco estuvo exenta de críticas. Los críticos del programa tildaron de simplista el enfoque de Nancy para concienciar al público sobre las drogas y dudaban de que la solución se restringiera al empleo de un simple eslogan y no a abordar problemas como el desempleo o la pobreza.